# عشق پیری (مجموعه تلویزیونی)
عشق پیری نام یک مجموعه تلویزیونی به کارگردانی جلال احساس است که در سال ۱۳۵۶ تولید و در نوروز ۱۳۵۷ از تلویزیون ملی ایران پخش شد.

## خلاصه داستان
چند ماجرای عشقی و عاطفی، دستمایه این مجموعه تلویزیونی بود.

## بازیگران و عوامل تولید

### بازیگران
- ناصر گیتی‌جاه
- مهری مهرنیا
- مهری ودادیان
- دیانا
- محبوبه بیات
- گیتی ساعتچی
- آتش خیر
- ایرج آرتیموس
- حامد آقاجانی
- گلچین
- طاهریان
- شریفی

### عوامل تولید
- کارگردان هنری: جلال احساس
- کارگردان تلویزیونی: فرانک دولتشاهی
- نویسنده: شهلا لطیفی
- تهیه کننده: محسن هرندی
- فیلمبردار: محمدعلی خیاطان
- محصول: تلویزیون ملی ایران
- سال تولید و پخش: ۱۳۵۷-۱۳۵۶